# Xét nghiệm cần sa
Xét nghiệm cần sa mô tả các phương pháp thử nghiệm thuốc khác nhau để phát hiện việc sử dụng cần sa trong y học, thể thao và pháp luật. Sử dụng cần sa rất dễ phát hiện và có thể được phát hiện bằng cách phân tích nước tiểu, phân tích tóc, cũng như xét nghiệm nước bọt trong nhiều ngày hoặc nhiều tuần.
Không giống như rượu, mức độ suy yếu có thể được đo một cách hợp lý bằng cách sử dụng máy thở (và được xác nhận bằng phép đo nồng độ cồn trong máu), phát hiện hợp lệ đối với cần sa là tốn thời gian và các xét nghiệm có thể xác định mức độ suy giảm gần đúng. Việc thiếu các xét nghiệm phù hợp và mức độ nhiễm độc theo thỏa thuận là một vấn đề về tính hợp pháp của cần sa, đặc biệt là về lái xe say rượu.
Nồng độ thu được từ các phân tích như vậy thường có thể hữu ích trong việc phân biệt sử dụng chủ động với phơi nhiễm thụ động, thời gian trôi qua kể từ khi sử dụng và mức độ hoặc thời gian sử dụng.
Xét nghiệm Duquenois-Levine thường được sử dụng làm xét nghiệm sàng lọc tại hiện trường, nhưng nó không thể xác nhận chắc chắn sự hiện diện của cần sa, vì một loạt các chất đã được chứng minh là cho kết quả dương tính giả.

## Dòng thời gian sinh học
Hầu hết các cannabinoids là các hợp chất lipophilic (tan trong chất béo) dễ dàng lưu trữ trong chất béo, do đó có thời gian bán hủy dài hơn so với các loại thuốc giải trí khác. Phân tử THC và các hợp chất liên quan, thường được phát hiện trong các xét nghiệm thuốc nước tiểu từ 3-10 ngày theo Phòng thí nghiệm Redwood; Người dùng nhiều có thể tạo ra các xét nghiệm dương tính trong vòng 1-3 tháng sau khi đã ngừng sử dụng cần sa. Độ dài của thời gian thay đổi rất nhiều theo sự trao đổi chất, số lượng và tần suất sử dụng cần sa.